# أناتا
في البوذية يشير مصطلح أنتا (anattā حسب لغة بالي و أن آتمان باللغة السنسكريتية) إلى فهم وإدراك اللاذات، والذي ينصح به كواحد من المفاهيم السبعة المفيدة.
تمثل أناتا بالإضافة إلى دوكها (المعاناة Dukkha) والمؤقتية (Impermanence) واحدة من
علامات الوجود الثلاث.
معنى الكلمة أناتا هو (المطلق)، وفي الميثولوجيا الهندوسية هي صفة تنطبق على الأفعى سيشا، حاكم الناغات Nagas وهي الأفاعي الأسطورية. وأحيانا تنطبق هذه الصفة على أرباب هندوسيين آخرين، وبالأخص فيشنو Vishnu 